# Motor de quatre temps
El motor o cicle de quatre temps, abreujat 4T, és un tipus de motor d'explosió que requereix quatre curses del pistó o èmbol (dues voltes completes del cigonyal) per a completar el cicle termodinàmic.

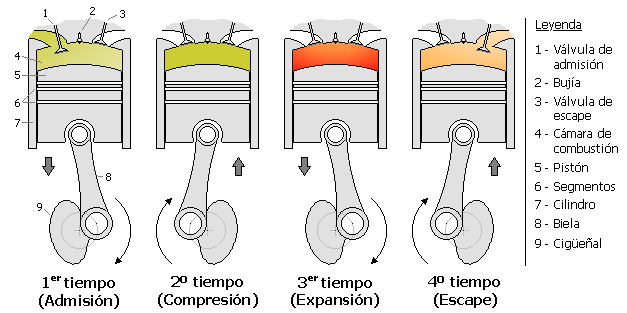
Cicle de quatre temps

## Temps del cicle

Representació gràfica d'un motor de quatre temps.

1. Primer temps o admissió: en aquesta fase el descens del pistó aspira la mescla d'aire i combustible als motors d'encesa provocada o l'aire en motors d'encesa per compressió. La vàlvula d'admissió es manté oberta, mentre que la de sortida està tancada. Al primer temps el cigonyal dona 180°. L'arbre de lleves dona 90°. La vàlvula d'admissió roman oberta. La seva cursa és descendent (En la posició del dibuix i de l'animació). Durant el temps d'admissió hi ha una depressió a l'interior del cilindre que provoca una succió dels gasos pel conducte d'admissió.[1]
2. Segon temps o compressió: En arribar al final de cursa inferior, la vàlvula d'admissió es tanca, comprimint-se el gas contingut a la cambra per l'ascens del pistó. Al final del 2n temps el cigonyal dona 180° i l'arbre de lleves porta un recorregut de 180°. A més les dues vàlvules es troben tancades i la seva cursa és ascendent.
3. Tercer temps o explosió: En arribar al fi de carrera superior el gas ha assolit la pressió màxima. Als motors d'encesa provocada, salta la guspira a la bugia provocant la inflamació de la mescla, mentre que als motors dièsel, s'injecta el combustible que s'autoinflama per la pressió i temperatura existents a l'interior del cilindre. Als dos casos, una vegada iniciada la combustió, aquesta progressa ràpidament incrementant la temperatura a l'interior del cilindre i expandint els gasos que empenyen el pistó. Aquesta és l'única fase en la qual s'obté treball físic. En aquest temps, el cigonyal dona 180° mentre que l'arbre de lleves arriba 270 °C, les dues vàlvules es troben tancades i la seva carrera és descendent.
4. Quart temps o d'escapament: A aquesta fase el pistó empeny, en el seu moviment ascendent, els gasos de la combustió a través de la vàlvula d'escapament que queda oberta. En arribar al fi de carrera superior, es tanca la vàlvula d'escapament i s'obre la d'admissió, reiniciant-se el cicle. En aquest temps, el cigonyal, arriba als 360° i l'arbre de lleves dona 180° i la seva carrera és ascendent.

## Cicle termodinàmic del motor de quatre temps
El cicle termodinàmic tancat té una configuració específica segons el tipus de motor de què es tracti. Generalitzant, hi ha un cicle per motors d'encesa per combustió provocada (Motors Otto) i un cicle per motors d'encesa per explosió (Motors Dièsel). Els cicles estan formats per una sèrie de procesos o transformacions termodinàmiques amb dues variables d'estat que serveixen per representar gràficament els canvis.

### Cicle termodinàmic teòric de cicle Otto

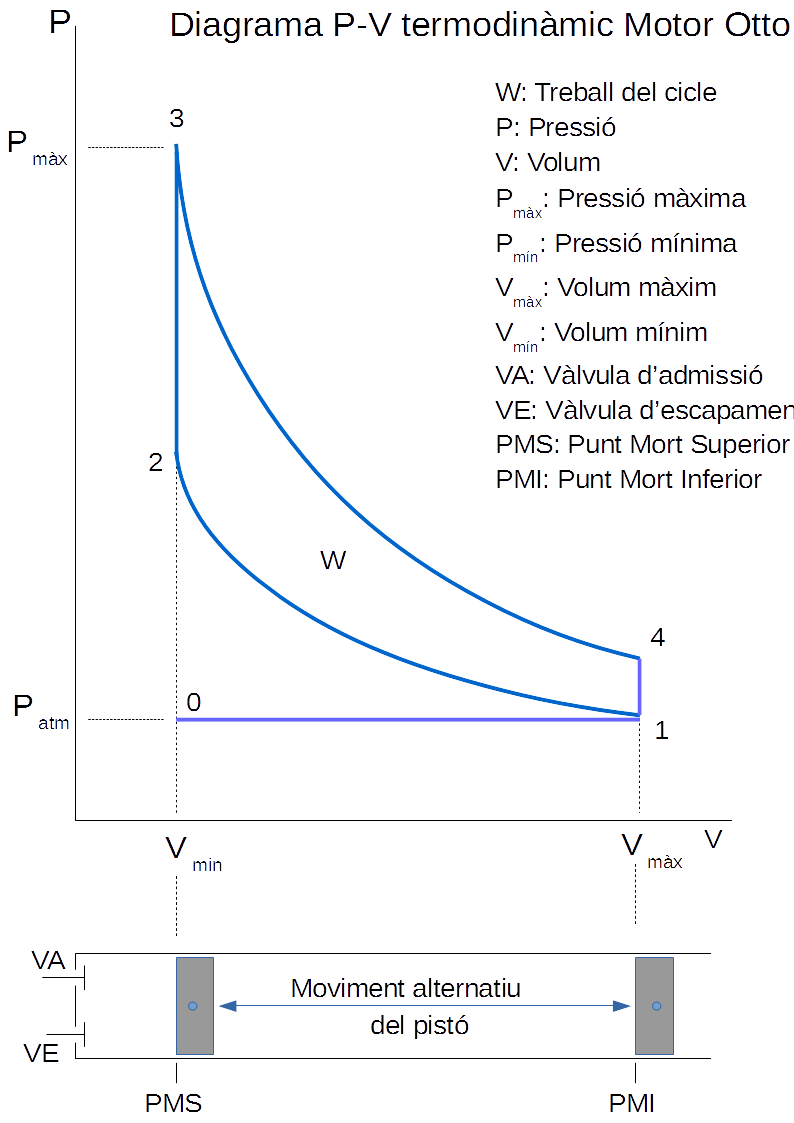
Diagrama termodinàmic teòric del cicle d'Otto. Les transformacions venen definides pels punts inicials i finals, 0,1,2,3,4.

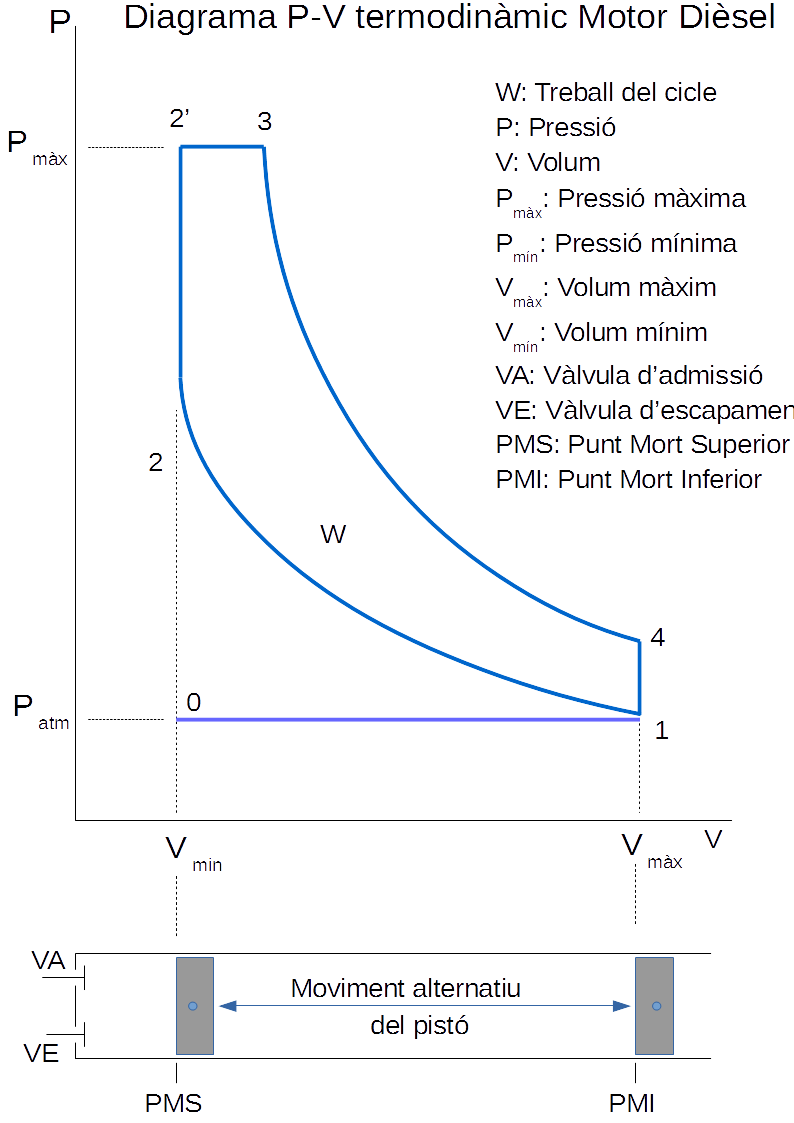
Diagrama P-V del cicle termodinàmic teòric d'un motor Dièsel (encesa per compressió) de quatre temps. Les transformacions venen definides pels punts: 0,1,2,2',3,4

Té sis transformacions termodinàmiques associades:
0-1: Admissió isòbara.
1-2: Compressió adiabàtica.
2-3: Compressió isòcora (Augment de la pressió a volum constant provocat per la combustió).
3-4: Expansió adiabàtica. L'augment de la pressió ha provocat la baixada del pistó. Aquesta transformació és la que produeix un treball efectiu dins del cicle.
4-1: Escapament a volum constant. Baixa la pressió per l'escapament dels gasos. Transformació isòcora.
1-0: Escapament a pressió constant. Disminueix el volum per desplaçament del pistó. Els gasos d'escapament s'evacuen.

### Cicle termodinàmic teòric de cicle Dièsel de quatre temps
Té set transformacions termodinàmiques associades:
0-1: Admissió isòbara.
1-2: Compressió adiabàtica.
2-2': Compressió isòcora (Augment de la pressió a volum constant provocat per la primera fase de combustió).
2'-3: Expansió isòbara. La pressió és constant i el volum augmenta tot per causa de la segona fase de combustió).
3-4: Expansió adiabàtica. L'augment de la pressió ha provocat la baixada del pistó. Aquesta transformació és la que produeix un treball efectiu dins del cicle.
4-1: Escapament a volum constant. Baixa la pressió per l'escapament dels gasos. Transformació isòcora.
1-0: Escapament a pressió constant. Disminueix el volum per desplaçament del pistó. Els gasos d'escapament s'evacuen.